# Auguste Roedel
Pour les articles homonymes, voir Roedel.
Eugène Jérôme Auguste Roedel (La Chapelle, 5 février 1859 - Paris, 13 avril 1900) est un illustrateur, affichiste, caricaturiste, aquarelliste et lithographe français, qui signe ses travaux « Roedel ».

## Biographie

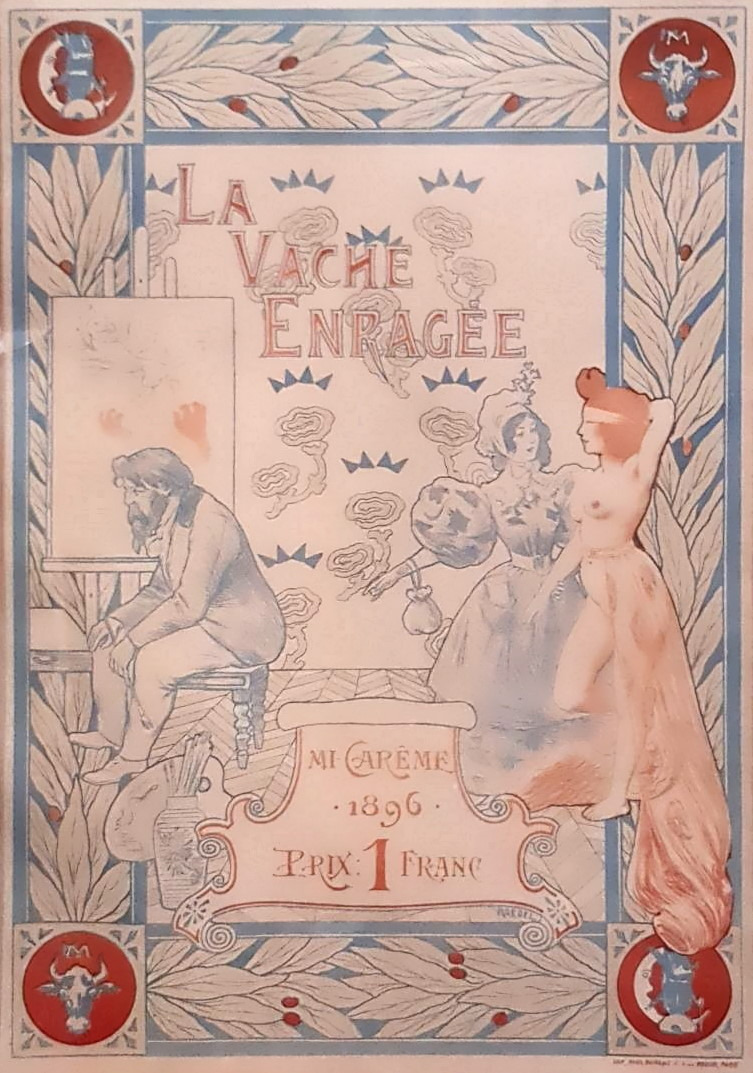
Première édition de la couverture de La Vache enragée (1896).

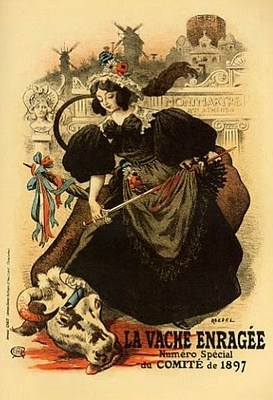
Affiche pour un numéro spécial du mensuel La Vache enragée (1897).

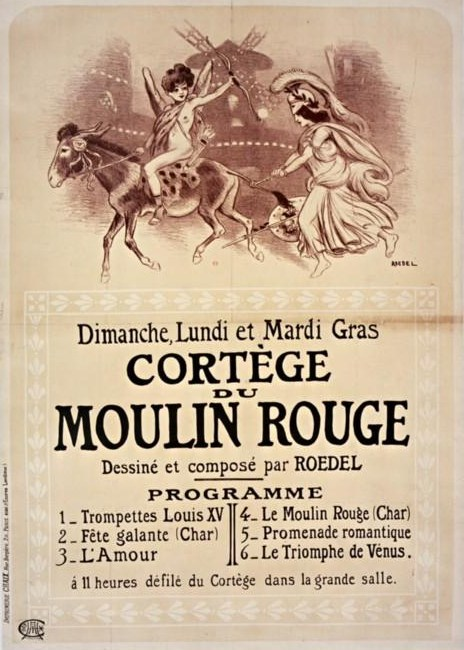
Affiche pour le carnaval au Moulin Rouge (1897).

Auguste Roedel naît dans la commune de La Chapelle, quelques mois avant le rattachement de celle-ci à Paris (loi du 16 juin 1859).
Au cours des années 1880, il commence à dessiner et fréquenter les cabarets et les bals, surtout dans les quartiers environnant la Butte Montmartre et la place Pigalle. Le 11 avril 1885, il est le premier à représenter La Goulue [réf. à confirmer]. Il produit des caricatures pour des journaux comme Le Petit Illustré, l'Almanach du Père Peinard ou encore, plus tard, Le Courrier français ou L'Estampe moderne. Il illustre également des partitions pour piano.
Roedel rencontre Jules Chéret peu avant 1890 et commence à produire des affiches pour l'Imprimerie Chaix, dont Linge Monopole Maxime Faivret qui, à la différence de la Chérette, promeut une femme plus ronde : devenu un artiste incontournable de la Butte, Roedel décline cette figure pendant près de dix ans. Durant cette période, sa production est intense, il travaille pour des imprimeurs parisiens comme l'Imprimerie d'Art E. Malfeyt, Eugène Mauler, Sicard et Farradesche, Courmont frères ou Chaimbaud.
En 1893 il participait, avec Willette à La Libre Parole illustrée.
Chéret reproduit quatre créations de Roedel dans sa revue Les Maîtres de l'affiche (1895-1900), à savoir : Moulin de la Galette, La Vache enragée, Linge Monopole Maxime Faivret et Salon de la Mode.
En 1895, il devient l'affichiste attitré du Moulin Rouge, il est connu pour être le « roi de la cavalcade », et fréquente le Cabaret des Quat'z'Arts où il retrouve d'autres affichistes comme PAL ou Jules Grün, des poètes (Edmond Teulet, Charles Quinel), ainsi que des chansonniers (Jehan-Rictus, Numa Blès, Gaston Sécot). Il prépare avec ses amis dissidents du cabaret Le Chat Noir, dont Adolphe Léon Willette, différents événements artistiques. Parmi le moins connu est celui appelé « Le Mur » qui consiste en un panneau situé dans l'enceinte du cabaret et ouvert à toutes formes d'expression graphiques : la liberté de ton y est totale. Par la suite, le cabaret des Quat’z’Arts publie un journal illustré hebdomadaire à partir du 6 février 1897 intitulé Les Quat’z’Arts journal : Roedel y fait six dessins qui prennent toujours place en milieu de journal au cours des trente premiers numéros, et ce, jusqu'au 29 mai 1898.
En 1896, Willette et Roedel rejoignent un comité présidé par Joseph Oller, le codirecteur du Moulin Rouge, afin d’organiser une série de défilés dans le cadre du Carnaval de Paris et inspirée du Bœuf Gras. Roedel s'amuse à composer des cortèges, et excelle dans cet art particulier. Véritables performances, ces festivités démarrent place Pigalle au pied de la Butte-Montmartre et prennent le nom de « Vachalcade » ou « cortège de la Vache Enragée ». Témoin, le dessinateur Louis Morin en rappelle le souvenir : « Tandis que les artistes, les ingénieux inventeurs des défilés du Moulin-Rouge et des boulevards extérieurs rajeunissaient les mythologies vieillies, campaient, sur des chars ingénieusement composés, les modèles de leurs ateliers ou les danseuses d'opéra, [...] Roedel mêlait les pittoresques troupiers de Valmy aux Pierrots et Pierrettes montmartroises de Willette, et unissait ainsi Raffet à Lancret, les étudiants revenaient à la mascarade satirique, aux cavalcades ironiques... » Au duo Willette-Roedel se joignent Grün, Rad, Robida, ou bien encore Georges Redon. L'expérience est renouvelée l'année suivante sous la présidence cette fois de Willette mais connaît un déficit important : la Vachalcade ne fut pas renouvelée.
Durant ces deux années, Willette lança un mensuel, La Vache enragée et il nomma comme  directeur Roedel qui en fit l'affiche ; une autre affiche fut exécutée par Henri de Toulouse-Lautrec.
Abimé par l'abus d'absinthe, Roedel meurt brutalement le 13 avril 1900 dans le 9e arrondissement de Paris : il a 41 ans.

## Affiches répertoriées
- Cité sous Henri IV Petit châtelet reconstitué 80, avenue de Suffren (1889)
- Tous les soirs à la Cigale Ah ! Pudeur ! Lidia (1890) sur Gallica
- Linge Monopole Maxime Faivret (1890)
- Restaurant du Palmarium Jardin d'acclimatation Bois de Boulogne (1895)
- Fantaisie sur les mois (1895)
- Banquet A. Gill (1895)
- Chansons nouvelles de Paul Delmet (1895)
- Exposition publique de dessins-aquarelles-pastels. Hôtel des ventes (1895)
- Moulin-Rouge (1895)
- Moulin Rouge Samedi 23 janvier Grande redoute La Bohême artistique (1895)
- Moulin Rouge Samedi 6 février : grande redoute, retour de la Mecque (1895)
- Moulin Rouge Spectacle-concert Bal (1895)
- Moulin de la Galette Matinée-Bal (1895)
- La Roulotte, 42 rue de Douai, directeur Georges Charton (1895)
- Chocolat Menier 5c 10c (c. 1895)
- Ceinture athénienne (1895)
- Le Chien Noir (1896)
- Exposition féline internationale le concours de chats du Journal au jardin d'acclimatation 25-26-27 septembre 1896
- La Vache enragée journal mensuel illustré (1896)
- La Vache enragée Montmartre N[ouve]lle Athènes (1896)
- Salon national de la mode Palais des Beaux-Arts Galerie Rapp Champ de Mars (1896) sur Gallica
- Exposition & Concours de chats organisés par Le Journal & le Jardin d'Acclimatation (1897)
- Dimanche Lundi et Mardi Gras cortège du Moulin Rouge (1897)
- L'En Douce fête annuelle (1897)
- Exposition de chats organisée par le Journal et le jardin d'acclimatation 28-29-30-31 oct 1898
- Chocolat Menier en vente partout (1898)
- Paris Gaulois 40c Journal Hebdomadaire (1899)

## Conservation
- Département des Estampes et de la Photographie de la Bibliothèque nationale de France
- Silos, maison du livre et de l'affiche
- Musée des arts décoratifs de Paris
- Musée Carnavalet
- Bibliothèque des arts décoratifs de Paris
- Bibliothèque municipale de Lyon
- Van Gogh Museum, Amsterdam
- Bibliothèque Forney, Paris
- Rijksmuseum, Amsterdam